# 4510 Shawna
A 4510 Shawna (ideiglenes jelöléssel 1930 XK) a Naprendszer kisbolygóövében található aszteroida. Clyde Tombaugh fedezte fel 1930. december 13-án.